# TeleSüdostschweiz
 (mai 2022).
TeleSüdostschweiz (TSO) est une chaîne de télévision locale suisse. Ses studios sont installés à Coire, dans le canton des Grisons.

## Histoire de la chaîne
TSO a commencé à émettre en 1999 depuis Coire dans les Grisons. Bien que les langues officielles du canton des Grisons soient l'italien, le romanche et l'allemand, la langue véhiculaire utilisée par la chaîne n'est que l'allemand. La chaîne a la particularité d'avoir majoritairement des femmes parmi ses salariés. Sur 15 employés, 9 sont des femmes. La chaîne fait partie du groupe de médias Suedostschweiz NewMedia AG qui détient également les radios Grischa et Engiadina.

## Organisation

### Directeur
- Andrea Berry : directrice des programmes

### Diffusion
Avant 2013, la chaîne émet à destination d'un public habitant le canton des Grisons, Glaris et le sud du canton de Saint-Gall. À partir de janvier 2013, la chaîne est diffusée partout en Suisse via Swisscom TV.

## Émissions
- News : informations
- Wetter : météo
- Life - Talk mit Strauch : talk-show
- Grusaida : émission musicale
- Visite : émission sur la santé

La chaîne a retransmis en direct l'élection de Miss Südostschweiz 08 et diffuse également des publi-reportages sur des centres de loisirs de la région dans son émission Resort Walensee.
TSO reprend en syndication des émissions également diffusées sur d'autres chaînes régionales alémaniques telles que MediaShop, LifeStyle et SwissDate.

## Audience
D'après le site d'IP Multimedia, TSO est vue par 45 000 personnes par jour et par 315 000 auditeurs hebdomadaires. Toujours d'après IP Multimedia, le public cible est âgé entre 30 et 44 ans.